# リチャード・ダーレスト

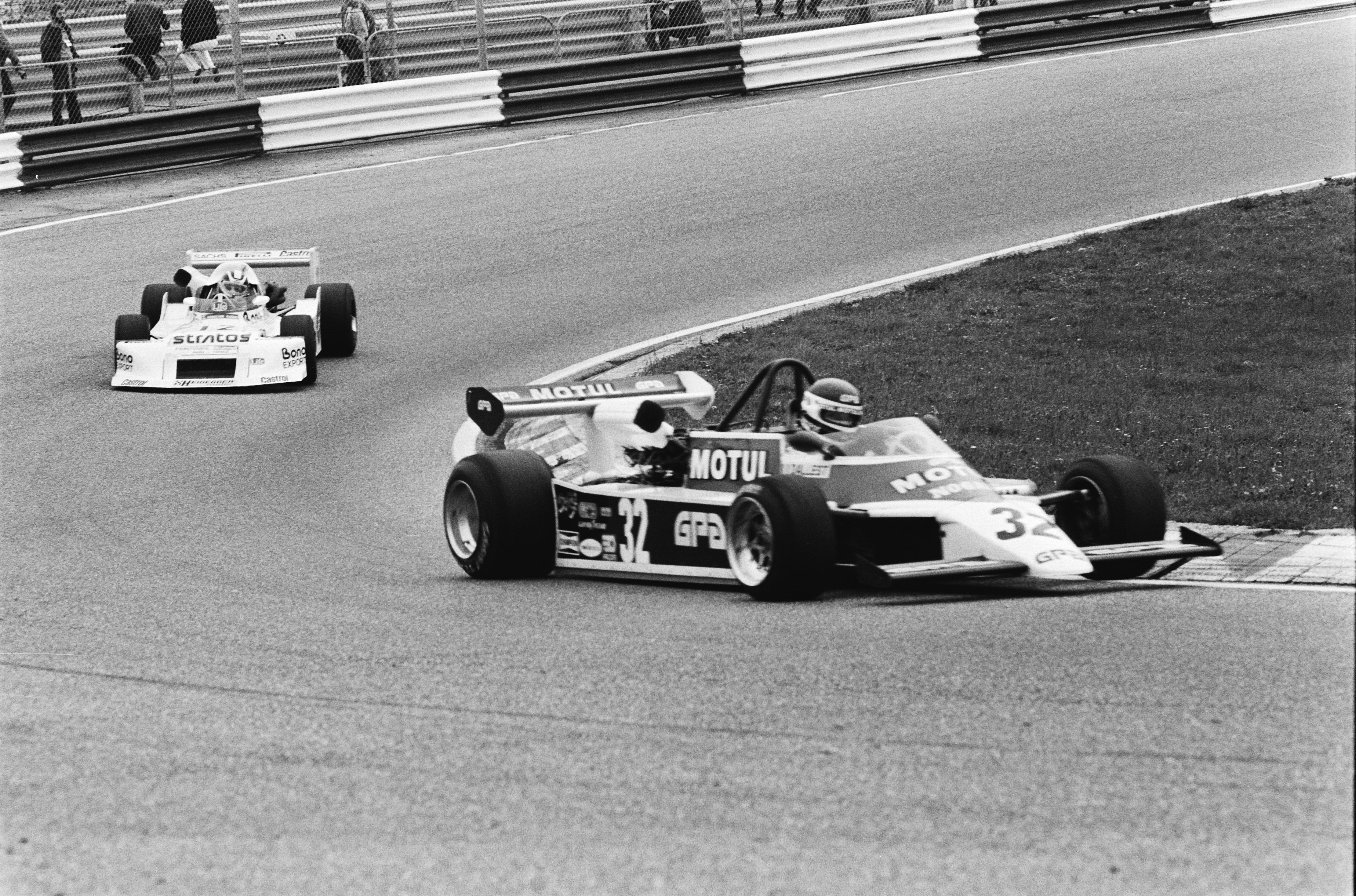
リシャール・ダレスト（1980年ザントフォールト・サーキットにて）

リシャール・ダレスト（Richard Dallest, 1951年2月15日 - ）は、フランス・マルセイユ出身の元レーシングドライバー。

## 経歴
1974年、フォーミュラ・ルノーヨーロッパチャレンジに参戦しシリーズ4位を獲得、翌1975年にシリーズ6位、1976年にシリーズ5位と上位を継続して獲得。1977年は後にF2やF1にも独自シャシーで挑戦するAGSのマシンで参戦し、シリーズランキング4位となる。フォーミュラ・ルノー以外にも、1977年にオートドロム・ドゥ・リナ＝モンレリで開催されたフランススーパーツーリズモ選手権に個人エントリーでBMW・530iを駆り参戦、プライベータートップの6位に入る。
1978年、AGSのシャシー・JH15にBMWエンジンを搭載してヨーロッパF2選手権に挑戦するEcurie Motul GPA Nogaroチームに加入し、F3を飛び級してF2へデビューする。しかし下位での苦戦が多く、翌1979年は石油会社エルフが後援し良いチーム体制で戦えるエキュリー・エルフへ移籍し、ヨーロッパF3選手権へと参戦カテゴリーを切り替える。チームメイトは同じくエルフから支援を受ける4歳年下のアラン・プロストであった。ダレストはコンスタントに入賞し、1勝を挙げランキング5位となったが、同僚プロストが6勝を挙げる圧勝でシリーズチャンピオンを獲得し、その影に隠れる形となった。プロストはマールボロ・マクラーレンをテストするとすぐにその能力を認められ、本契約を結びF1へステップアップした。
1980年、ダレストは2年前と同じ体制へ復帰し、F2への再チャレンジとなった。ポールポジション2回、決勝レースも2勝を挙げてランキング6位を獲得する。同年のヨーロッパF2でランキング上位となったブライアン・ヘントン、デレック・ワーウィック、テオ・ファビ、アンドレア・デ・チェザリス、マイク・サックウェルといったトップランカーの選手は皆フォーミュラ1に参戦するチャンスをつかみ始め、ダレストよりもランキングが下位だったが大きなスポンサー資金がついていたチコ・セラやジークフリート・ストール、ヒューブ・ロテンガッター、ベッペ・ガビアーニらもF1参戦のチャンスを得ていたが、スポンサーを持たなかったダレストはF1参戦のチャンスがなかった。
1981年も前年と同体制でヨーロッパF2に参戦継続する。しかしリタイヤが続き最高位は5位どまり、ランキングは17位と下降した。1982年はAGSを離れ、メルツァリオに移籍したが、ランキング17位。1983年は最高位7位でノーポイントに終わる。1984年もメルツァリオの独自シャシーM84・BMWでヨーロッパF2第5戦ムジェロと第7戦ホッケンハイムにエントリーしたが、マシン開発の助っ人のようなもので本格的な参戦ではなかった。
2年のブランクを経て、1986年の国際F3000選手権に第3戦から復帰。マシンは縁のあるAGSのシャシー、JH20Bでの参戦だった。ポー・グランプリで4位と久しぶりに上位に姿を見せたが、ポイント獲得はこの1戦のみでランキング17位となる。
1987年4月、フランスF3選手権に参戦するKTRレーシングのラルト・RT31 VWで出場。チームメイトはジャン＝デニス・デレトラズだった。開幕戦アルビで10位、第2戦ノガロでは11位で完走した。このノガロを最後に以後レース参戦はしていない。なお、この最後の出走レースでの優勝者はジャン・アレジ、2位はエリック・ベルナール、5位にエリック・コマスであった。

## レース戦績

### ヨーロッパ・フォーミュラ3選手権
| 年     | チーム             | シャシー         | エンジン     | 1     | 2       | 3   | 4       | 5     | 6     | 7   | 8     | 9     | 10    | 11    | 12      | Pos. | Pts |
| ------ | ------------------ | ---------------- | ------------ | ----- | ------- | --- | ------- | ----- | ----- | --- | ----- | ----- | ----- | ----- | ------- | ---- | --- |
| 1979年 | エキュリエ・エルフ | マルティニ・MK27 | トヨタ・2T-G | VLL 5 | ÖST Ret | ZOL | MAG Ret | DON 6 | ZAN 6 | PER | MNZ 7 | KNU 6 | KIN 1 | JAR 3 | KAS Ret | 5位  | 21  |

### ヨーロッパ・フォーミュラ2選手権
| 年     | エントラント       | シャシー           | エンジン   | 1       | 2       | 3       | 4       | 5       | 6       | 7       | 8     | 9      | 10      | 11      | 12      | 13  | 順位 | ポイント |
| ------ | ------------------ | ------------------ | ---------- | ------- | ------- | ------- | ------- | ------- | ------- | ------- | ----- | ------ | ------- | ------- | ------- | --- | ---- | -------- |
| 1978年 | Sol-Amor GPA Motul | AGS・JH15          | BMW・M12/7 | THR NC  | HOC DNQ | NÜR     | PAU     | MUG     | VLL     | ROU     | DON   | NOG 11 | PER Ret | MIS 16  | HOC DNQ |     | NC   | 0        |
| 1980年 | Ecurie Motul GPA   | AGS ・JH17         | BMW・M12/7 | THR Ret | HOC 10  | NÜR Ret | VLL 9   | PAU 1   | SIL DNS | ZOL 8   | MUG 7 |        |         | MIS Ret | HOC 4   |     | 6位  | 23       |
| 1980年 | Ecurie Motul GPA   | AGS・JH19          | BMW・M12/7 |         |         |         |         |         |         |         |       | ZAN 1  |         |         |         |     | 6位  | 23       |
| 1980年 | Ecurie Motul GPA   | AGS・JH15          | BMW・M12/7 |         |         |         |         |         |         |         |       |        | PER 5   |         |         |     | 6位  | 23       |
| 1981年 | Team AGS Motul GPA | AGS ・JH17         | BMW・M12/7 | SIL Ret | HOC Ret | THR Ret | NÜR     |         |         |         |       |        |         |         |         |     | 17位 | 4        |
| 1981年 | Team AGS Motul GPA | AGS・JH18          | BMW・M12/7 |         |         |         |         | VLL Ret | MUG 7   | PAU Ret |       |        |         | MIS 5   | MAN 5   |     | 17位 | 4        |
| 1981年 | Team AGS Motul GPA | AGS ・JH15         | BMW・M12/7 |         |         |         |         |         |         |         | PER 9 | SPA    | DON     |         |         |     | 17位 | 4        |
| 1982年 | Merzario Team      | メルツァリオ・ 282 | BMW・M12/7 | SIL DNS | HOC Ret | THR 6   | NÜR Ret | MUG     | VLL     | PAU     | SPA   | HOC    | DON     | MAN     | PER     | MIS | 17位 | 1        |
| 1983年 | Merzario Team Srl  | メルツァリオ・ M28 | BMW・M12/7 | SIL     | THR     | HOC     | NÜR Ret | VLL Ret | PAU Ret | JAR 8   | DON   | MIS 7  | PER Ret | ZOL     | MUG 8   |     | NC   | 0        |

### 国際F3000選手権
| 年     | エントラント     | シャーシ   | エンジン   | 1   | 2   | 3     | 4      | 5       | 6   | 7   | 8   | 9   | 10      | 11  | 順位 | ポイント |
| ------ | ---------------- | ---------- | ---------- | --- | --- | ----- | ------ | ------- | --- | --- | --- | --- | ------- | --- | ---- | -------- |
| 1986年 | Equipe Danielson | AGS・JH20B | コスワース | SIL | VLL | PAU 4 | SPA 13 | IMO DNQ | MUG | PER | ÖST | BIR | BUG Ret | JAR | 17位 | 3        |